# 1.ª Cúpula do Prosul
A 1.ª Cúpula do Prosul foi a primeira edição de cúpulas na qual foi assinada a Declaração de Santiago que deu origem ao Prosul. Ocorreu no palácio presidencial La Moneda em Santiago.

## Participantes

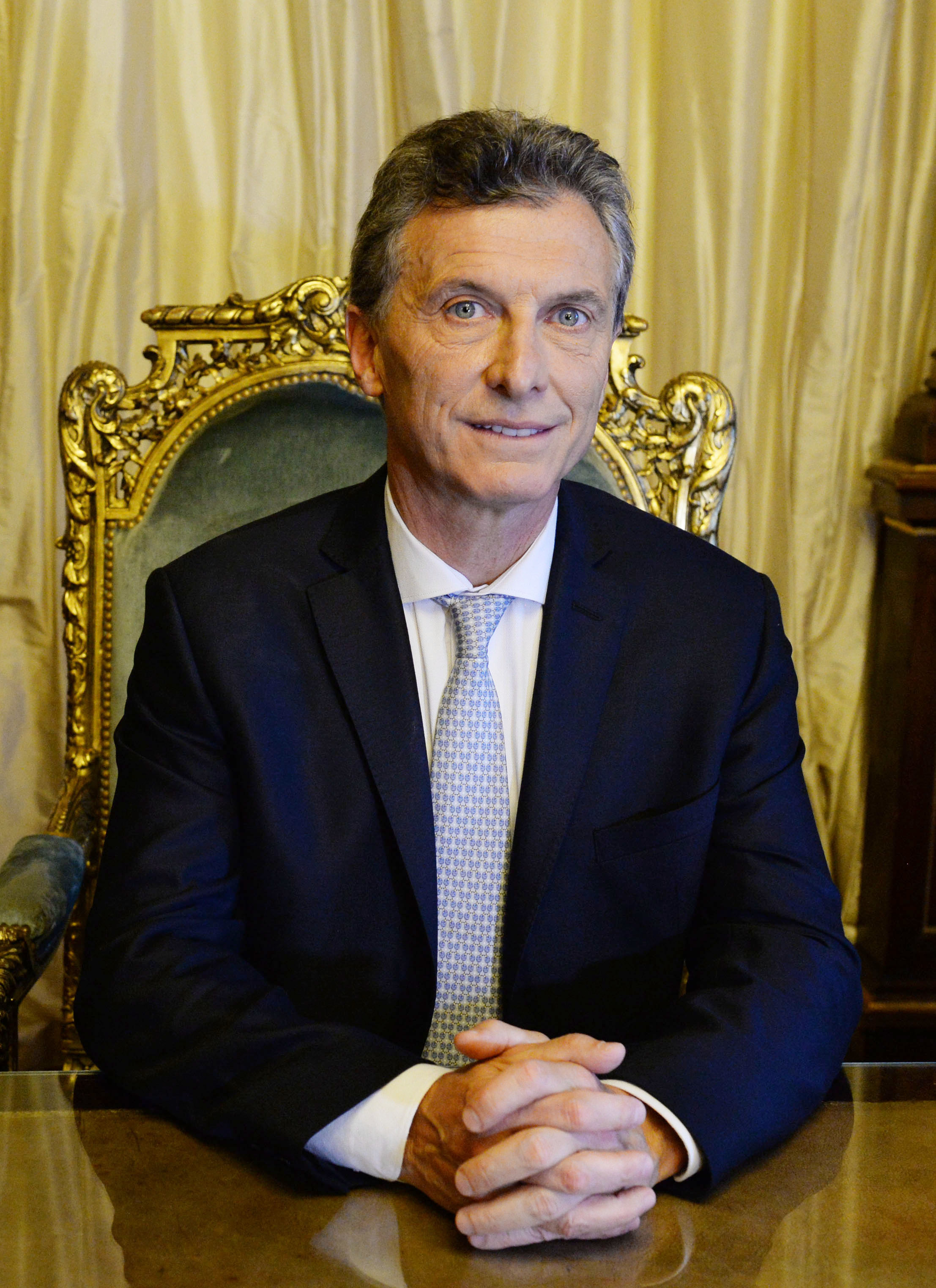
Argentina Mauricio Macri, Presidente
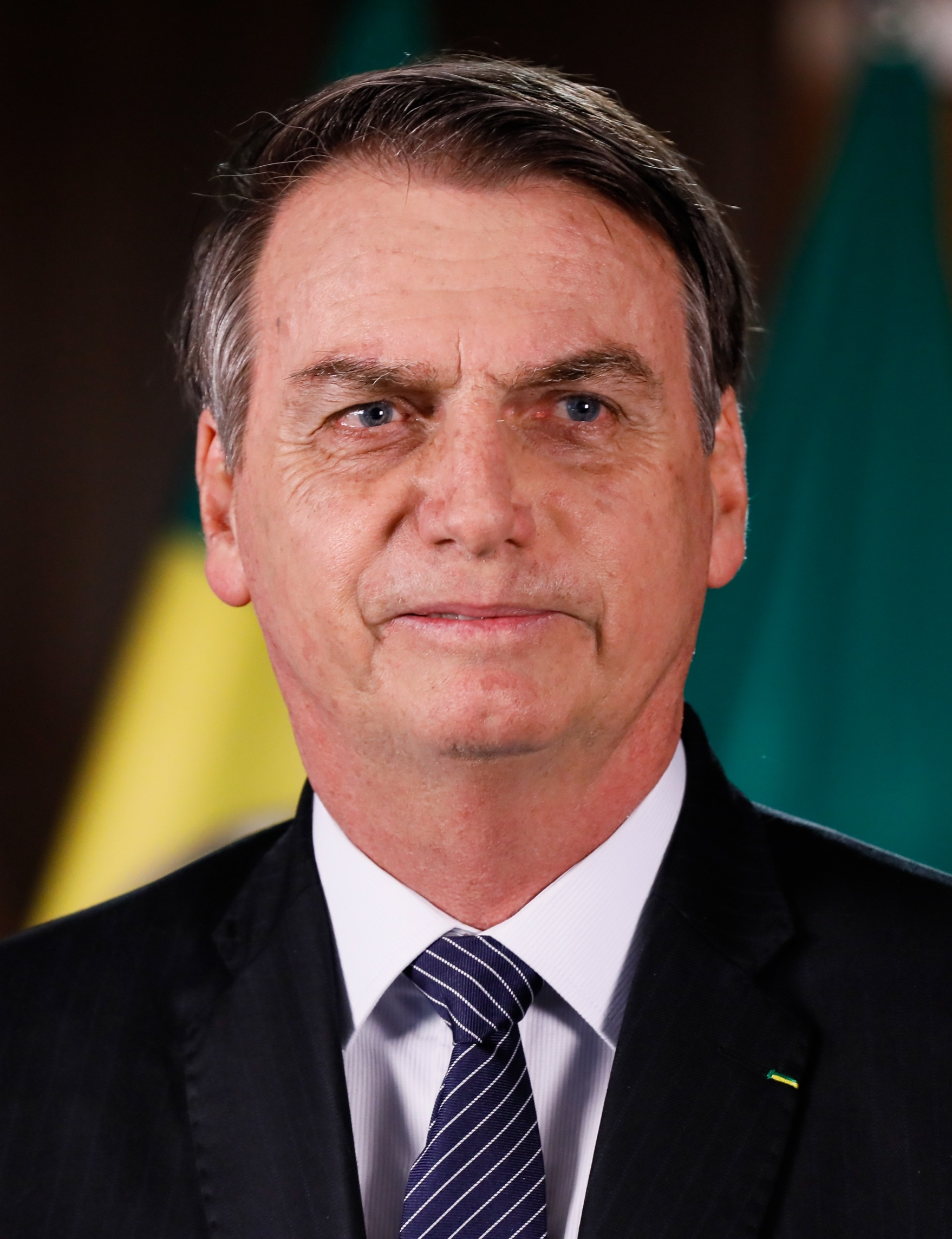
Brasil Jair Bolsonaro, Presidente
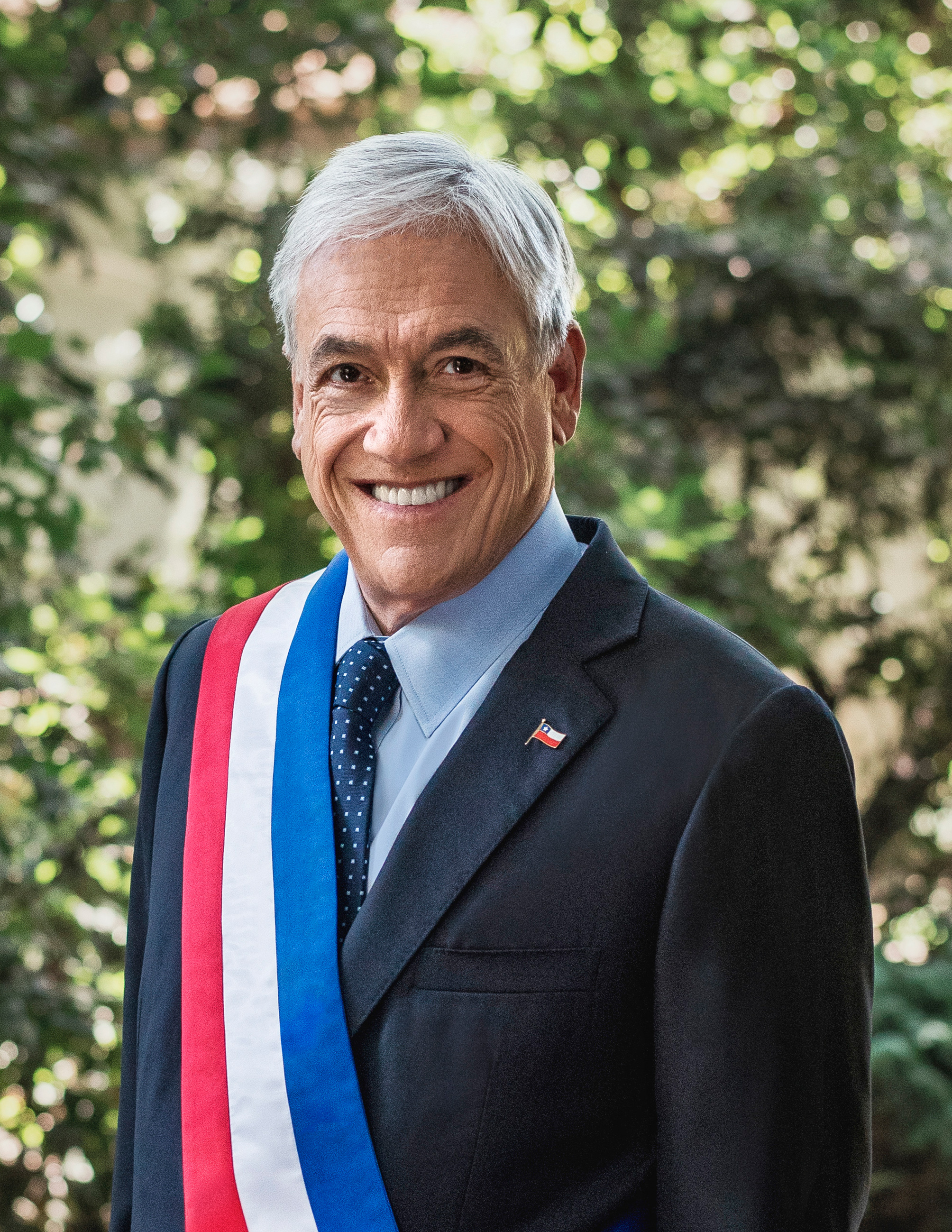
Chile Sebastián Piñera, Presidente (anfitrião)
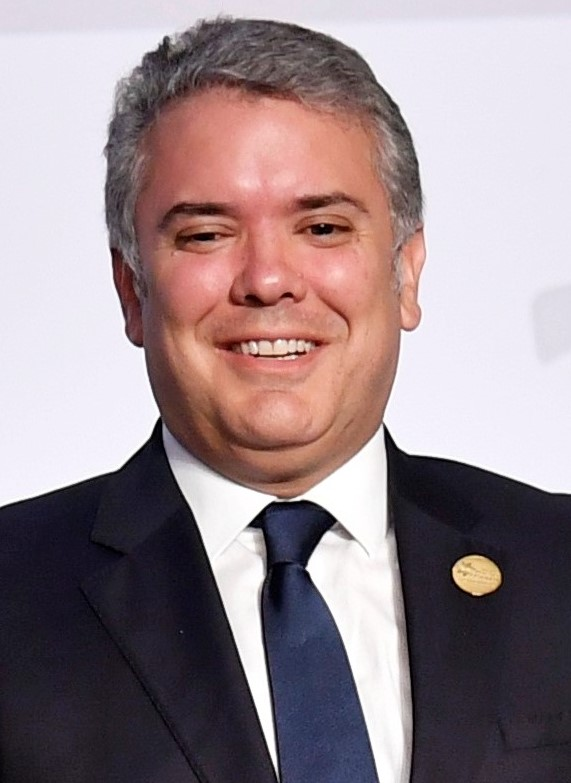
Colômbia Ivan Duque, Presidente
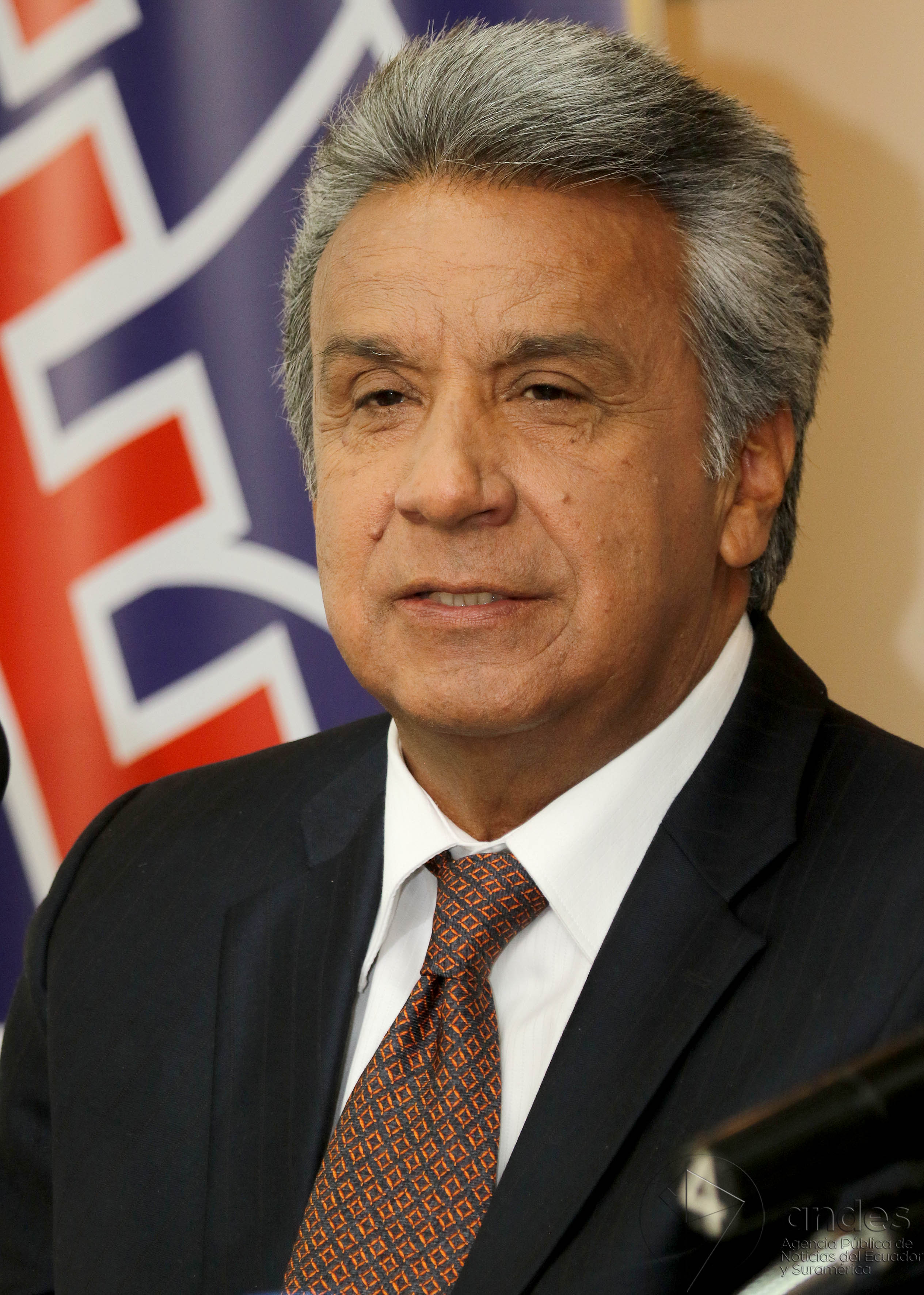
Equador Lenín Moreno, Presidente
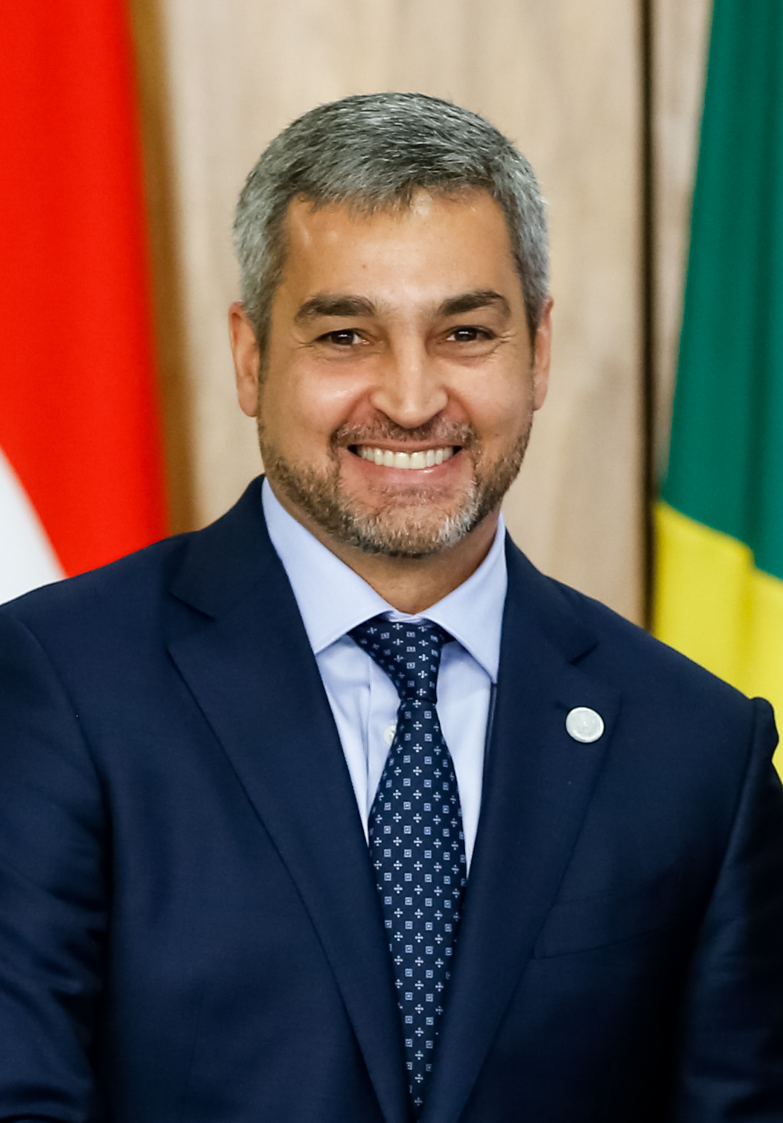
Paraguai Mario Abdo Benítez, Presidente
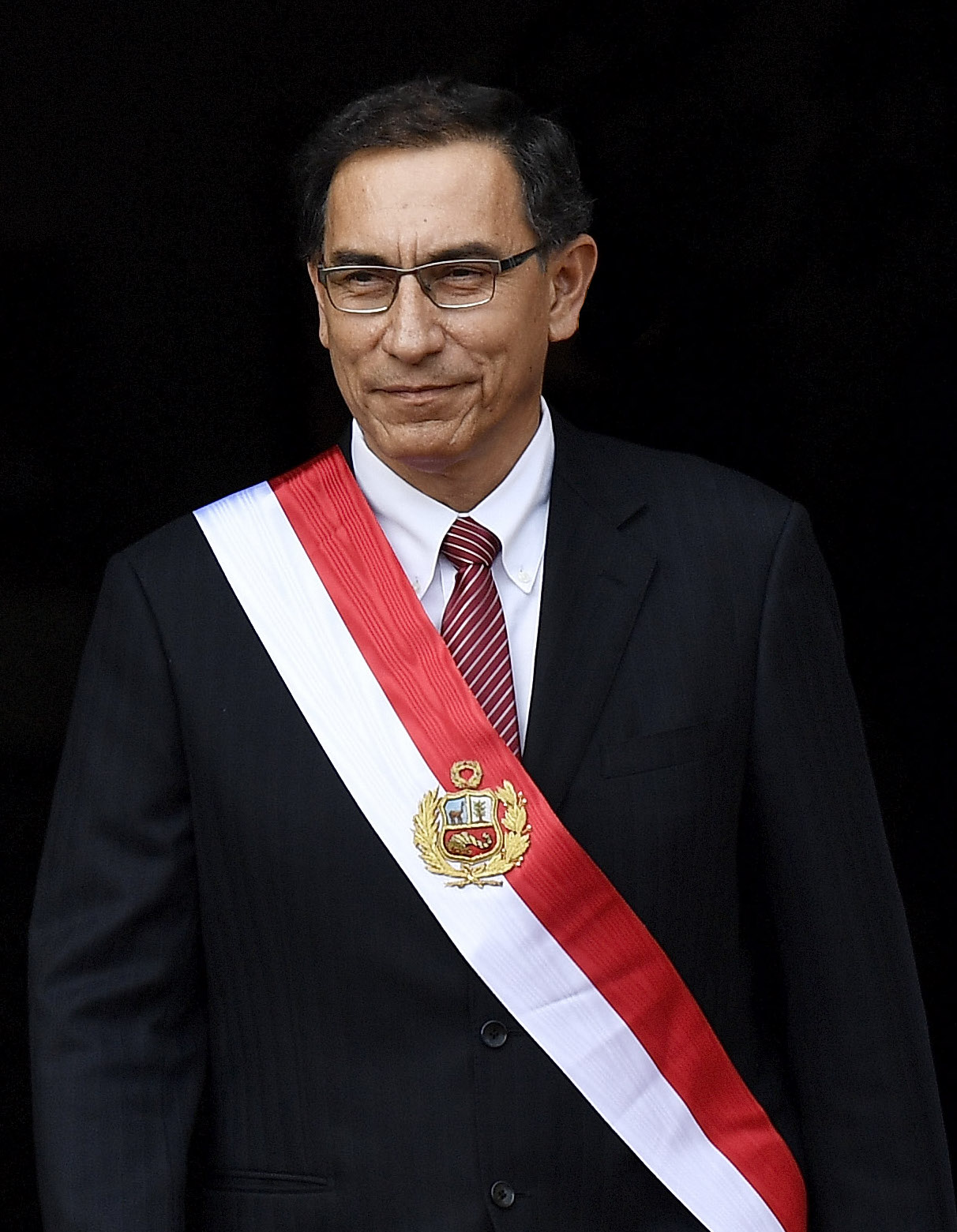
Peru Martín Vizcarra, Presidente

- O presidente da Guiana, David Granger, não compareceu, mas enviou um representante para assinar a Declaração de Santiago.